# Castillo de Commercy
El castillo de Commercy (en francés: Château de Commercy ou de Stanilas) es un château francés construido en el siglo XVIII en Commercy, en el departamento de Mosa de la región de Gran Este. Commercy era la antigua capital de un principado soberano que había recaído en Carlos Enrique, conde de Vaudémont, hijo legítimo del duque Carlos IV de Lorena. Fue temporalmente una de las residencias veraniegas de Estanislao I Leszczynski, rey destronado de Polonia al que su suegro, el rey Luis XV de Francia, concedió vitaliciamente la Lorena y el Barrois. Hoy día, la pequeña ciudad de Commercy tiene menos de 6000 habitantes (5914 hab. en 2014) y es una subprefectura.
El castillo fue clasificado en el título de los monumentos históricos en 1960, mientras que las dependencias comunes fueron clasificadas en junio de 1972.
Una anécdota sucedió en el castillo en 1755 que será el origen de las magdalenas, cuando una joven sirvienta en la corte de Estanislao, Madeleine Paulmier, preparó el nuevo postre y salvó al rey Estanislao de un aprieto al haberle abandonado su cocinero en una cena de gala.

## Historia
En 1650, el cardenal de Retz heredó el señorío de Château-Haut donde se estableció a partir de 1662. Endeudado, vendió en 1665 sus derechos de soberanía a Ana de Lorena, princesa de Lillebonne y a su marido el duque de Lillebonne. Desde 1670, Francia, que se había apoderado de los tres obispados, reclamó el señorío de Commercy. Poco después de la devolución de Lorena por Francia mediante el Tratado de Rijswijk, en 1697, la princesa de Lillebonne donó sus derechos en Commercy a su hijo Charles-François, que, a su vez, los transmitió al duque Leopoldo I en 1702. Esta transferencia, impugnada por Francia, se confirmó en 1707 por la cámara real de Metz. Leopoldo I concedió el usufructo del señorío de Commercy a Carlos Enrique de Lorena-Vaudémont (1649–1723), hijo natural del duque Carlos IV de Lorena. Este último realizó las principales obras en la ciudad que le dieron su aspecto actual (avenida de los Tilos, plaza de la Fer-à-Cheval...). Y lo más destacado, destruyó el Château-Haut para construir uno nuevo en su lugar.
Hizo construir en esta pequeña capital, sobre los restos del antiguo castillo medieval, un vasto castillo barroco obra del arquitecto Nicolas d'Orbay. El benedictino de Saint-Mihiel, Léopold Durand, bajo la inspiración de Germain Boffrand, fue quien dibujó los planos y conservó las bases de una antigua fortaleza bordeada por torres redondas.
En 1722, el duque de Lorena Leopoldo I adquirió el señorío del Château-Bas en término de un intercambio y los dos señoríos de Commercy finalmente se reunieron. Leopoldo cedió el usufructo a Carlos Enrique de Lorena-Vaudémont pero el príncipe murió unos meses más tarde, viudo y sin hijo superviviente. El señorío regresó a su primo el duque Leopoldo I de Lorena. Cuando murió éste en 1729, su hijo, el duque Francisco III de Lorena (futuro Emperador del Sacro Imperio Romano Germánico), fue su heredero.
Entretanto, en 1737, casi al final de la Guerra de Sucesión Polaca (1733–1738), la Lorena y el Barrois fueron concedidos a título vitalicio a Estanislao I Leszczynski, rey destronado de Polonia aunque suegro del rey Luis XV de Francia. La duquesa Isabel Carlota de Borbón-Orleans, viuda del duque Leopoldo, obtuvo, por renuncia de su hijo, la soberanía del principado de Commercy como un medio exilio. Hizo del castillo su residencia hasta su muerte en 1744, y el castillo pasó a ser propiedad del duque Estanislao. El antiguo rey de Polonia lo convirtió en una de sus residencias favoritas y creó en ella unos jardines extraordinarios. Con su corte, hizo frecuentes estancias en Commercy, donde la etiqueta era más relajada que en el castillo de Lunéville. Voltaire, Émilie du Châtelet y Jean-François de Saint-Lambert pasaron el verano de 1748 en el castillo. El rey Estanislao también hizo acondicionar los anexos: el «château d'eau» a orillas del Meuse y la «fontaine royale» en el bosque de Commercy, que era su territorio de caza.
En 1766, la muerte de Estanislao entrañó la anexión del ducado de Lorena y del ducado de Bar al reino de Francia. Su yerno y heredero, el rey Luis XV ordenó el abandono del castillo. Los límites del castillo se convirtieron en un distrito de caballería desde 1767 hasta 1927. Descuidados, los jardines desaparecieron rápidamente, el antiguo gran parterre y el gran canal fueron destruidos, el "château d'eau" incendiado. El rey Luis XV hizo destruir la "fuente real" después de la muerte de Stanislas.

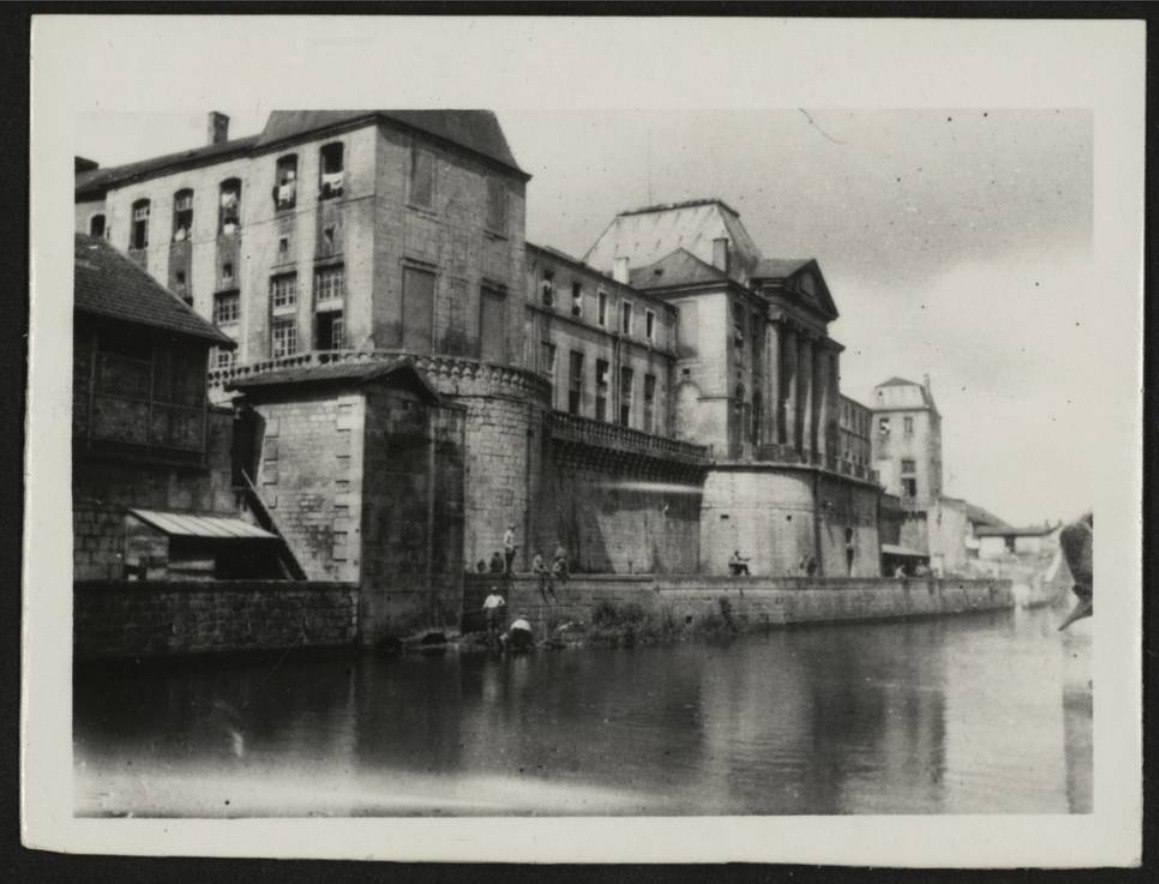
El castillo en 1915 por Henri Breuil

El castillo quedó separado de sus antiguos jardines a mediados del siglo XIX por las construcciones del canal Marne-Rhine y de la línea ferroviaria París-Estrasburgo. También fue construido allí un velódromo. Hay algunos restos de las decoraciones de los jardines en las orillas del Mosa. El castillo permaneció en ruinas durante un largo tiempo.
En 1940, durante la Segunda Guerra Mundial, el castillo sirvió de caserna, de intendencia, de centro de movilización y de alojamiento de suboficiales. El 31 de agosto de 1944 el castillo quedó muy dañado por un terrible incendio.
En 1957 la comuna de Commercy compró las ruinas del castillo al Estado para restaurarlo. En 1977 finalizaron los trabajos de restauración y las fachadas del lado de la ciudad fueron completamente restauradas dando paso a la majestuosa plaza en forma de herradura. Ahora alberga los servicios del ayuntamiento, la biblioteca municipal y varias administraciones.

### Propietarios sucesivos
- 1640-1679: Jean-François Paul de Gondi, cardenal de Retz (1613–1679);
- 1708-1723: Carlos Enrique de Lorena, príncipe de Vaudémont (1649–1723);
- 1723-1729: Leopoldo I de Lorena, duque de Lorena y de Bar (1679–1729);
- 1729-1737: Francisco III, duque de Lorena y de Bar (1708–1765);
- 1737-1744: Isabel Carlota de Borbón-Orleans, duquesa viuda de Lorena y de Bar (1676–1744);
- 1744-1766: Stanislas Leszczyński, duque vitalicio de Lorena y rey de Polonia (1677–1766);
- 1766-1957: el Estado francés;
- desde 1957: la comuna de Commercy.

### Celebridades relacionadas con el castillo
Del 11 de septiembre al 5 de octubre de 1738, la mujer de letras Françoise de Graffigny hizo una última visita a Commercy, y sus cartas al poeta François-Antoine Devaux pintan una imagen viva de la vida allí.
El castillo acogió a Voltaire, que se quedó en él con la marquesa de Châtelet y compuso allí Nanine y Sémiramis.
Madeleine Paulmier, joven sirviente de la marquesa de Beaumont en 1755 en la corte de Stanislas, salvó a Stanislas de un aprieto al haberle abandonado su cocinero en una cena de gala preparando un postre del que tenía la receta de su abuela y al cual el rey dio su primer nombre: magdalena de Commercy.

## Arquitectura
El patio principal, cerrado en el exterior por una reja monumental, está enmarcado en dos de sus lados por los edificios comunes, soberbias construcciones bajas cuya disposición se inscribe en semicírculo de la plaza del «Fer à Cheval». Unas grandes arcadas rematadas por terrazas bordeadas de balaustradas con urnas, embellecen esta parte del castillo transformado por el arquitecto de Estanislao, Emmanuel Héré.
En la prolongación de los comunes, al final del patio, se dibujan finalmente las dos alas en retiro en escuadra del castillo con sus dos pisos de ventanas rectangulares, flanqueando el corps de logis principal cuya fachada tiene un antecuerpo central de cuatro columnas, coronado por un frontón triangular.
La fachada posterior del corps de logis principal se apoya en un sólido basamento en terraza que compensa la pendiente del terreno, con una escalera monumental de múltiples rampas. Este conjunto domina el sitio del río Mosa cuyas tranquilas aguas fluyen hacia abajo.

Vistas actuales del castillo de Commercy
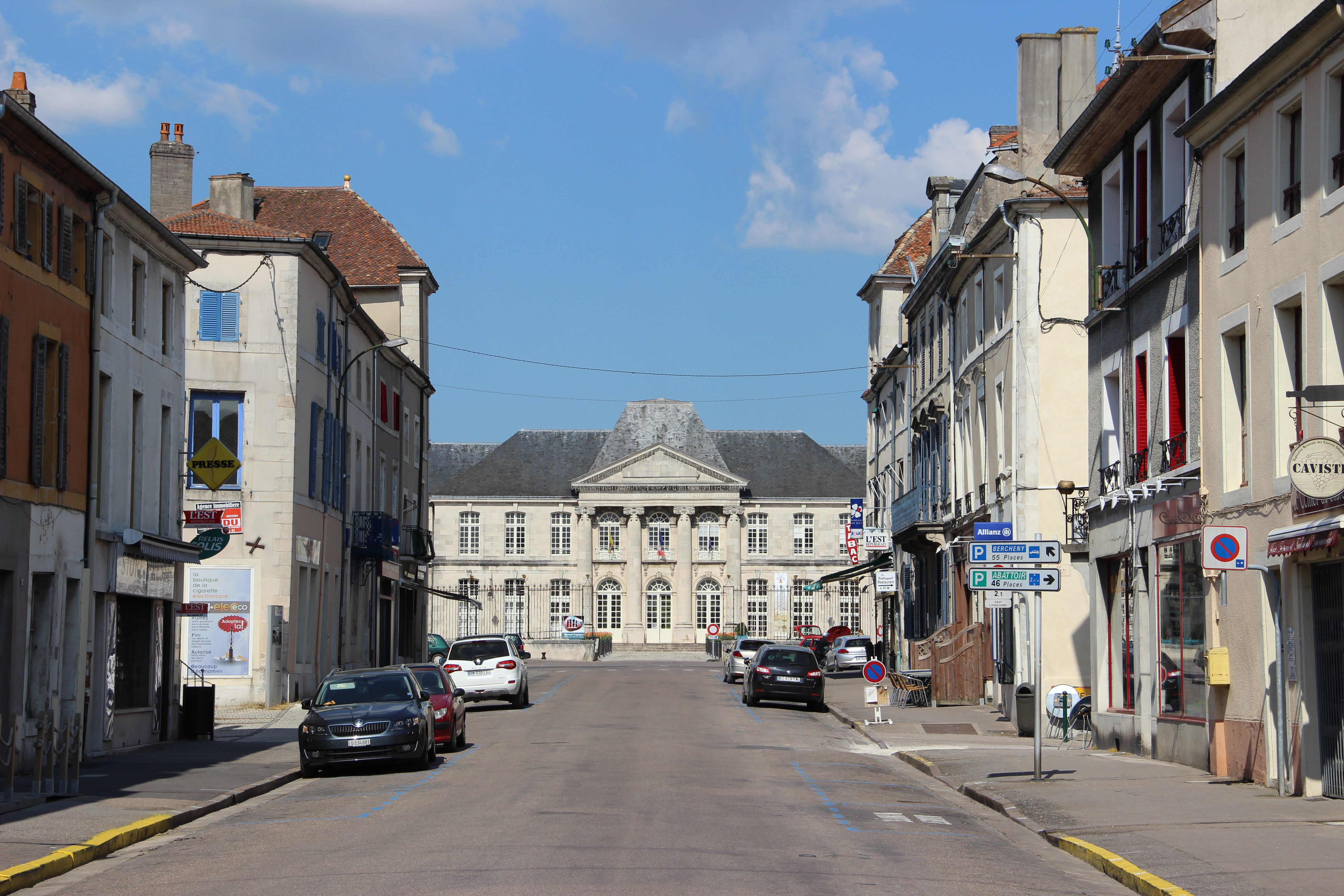
Vista desde la avenida Stanislas
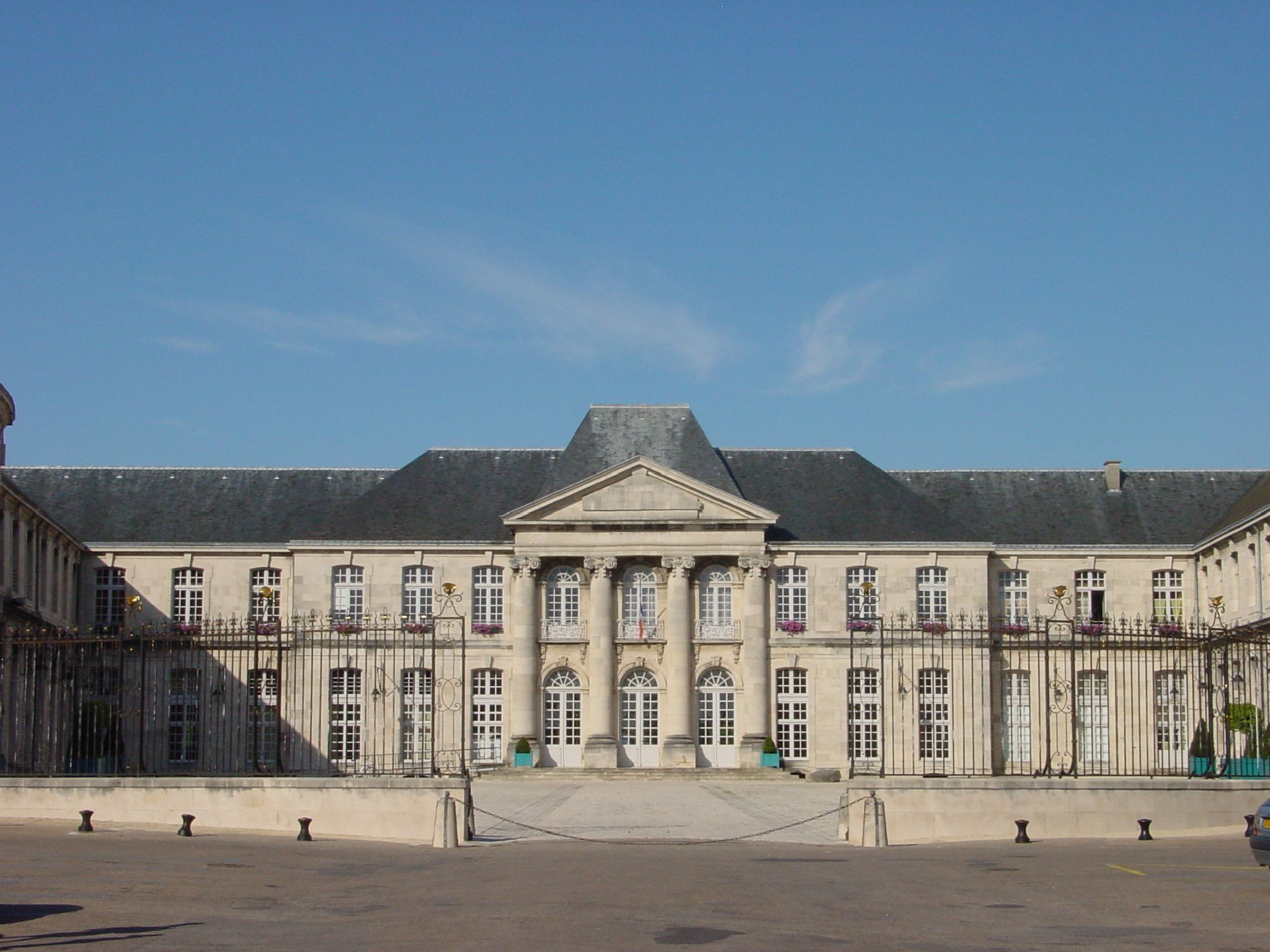
Fachada principal
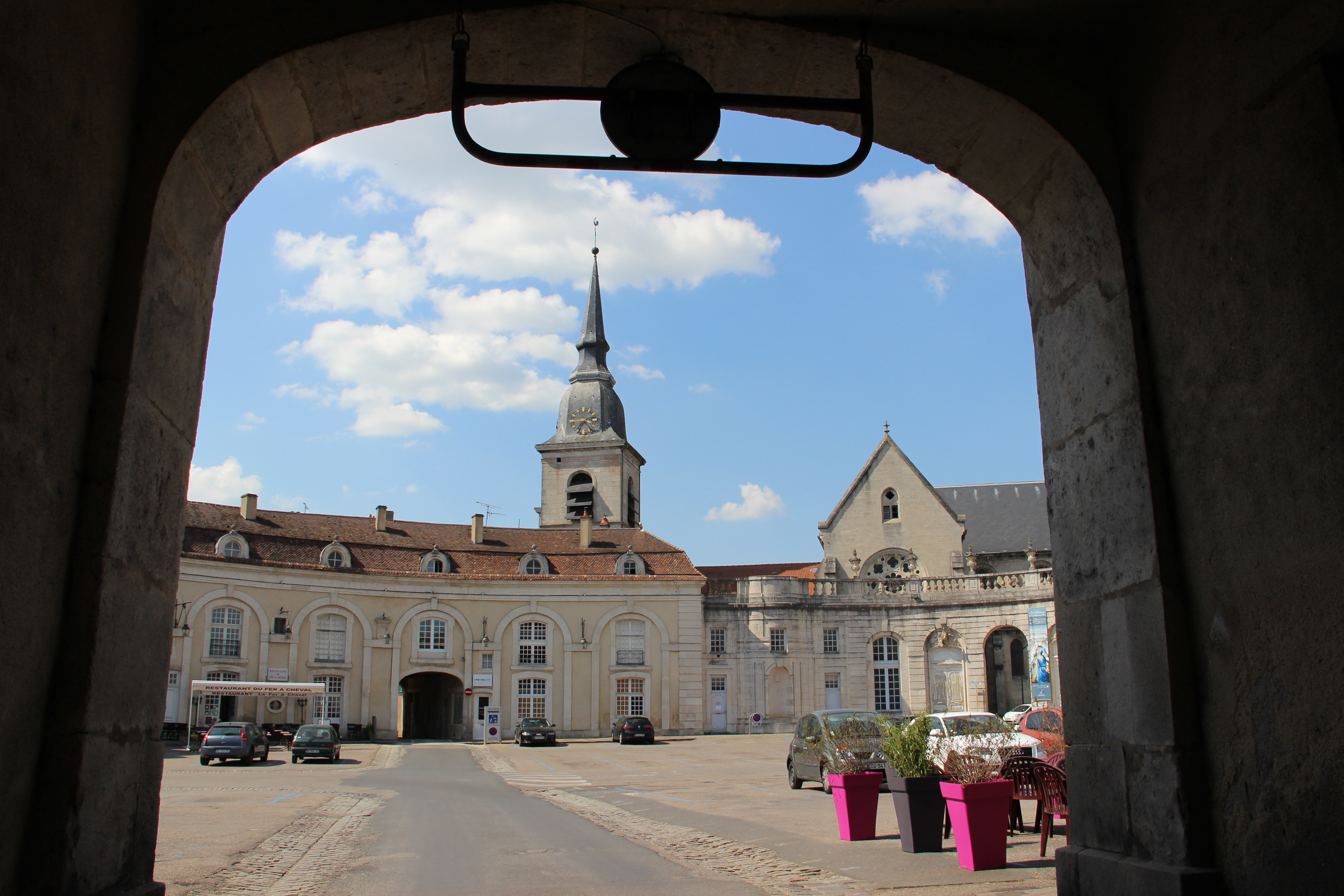
Acceso a la plaza Fer à Cheval
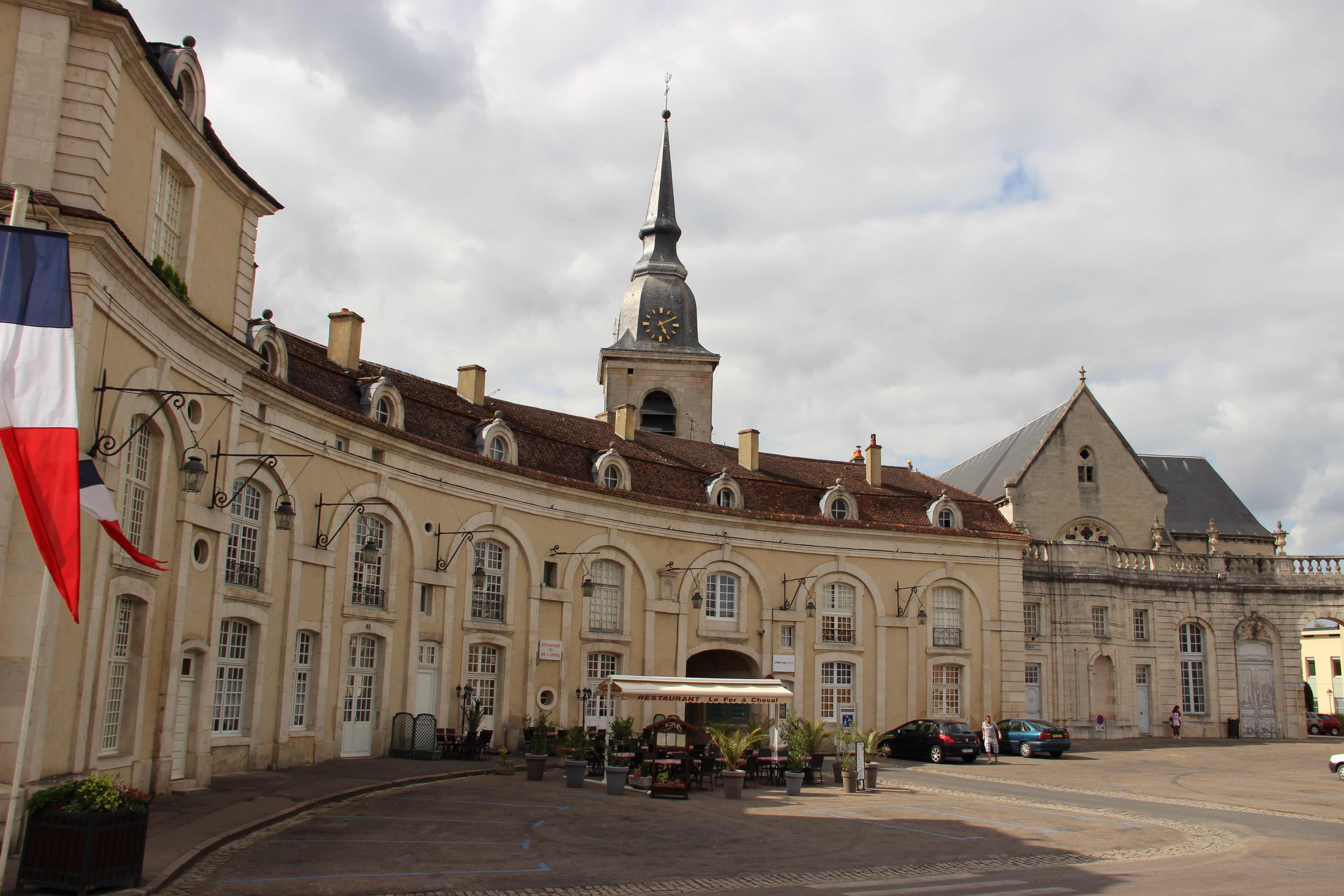
Fachada de la plaza Fer à Cheval
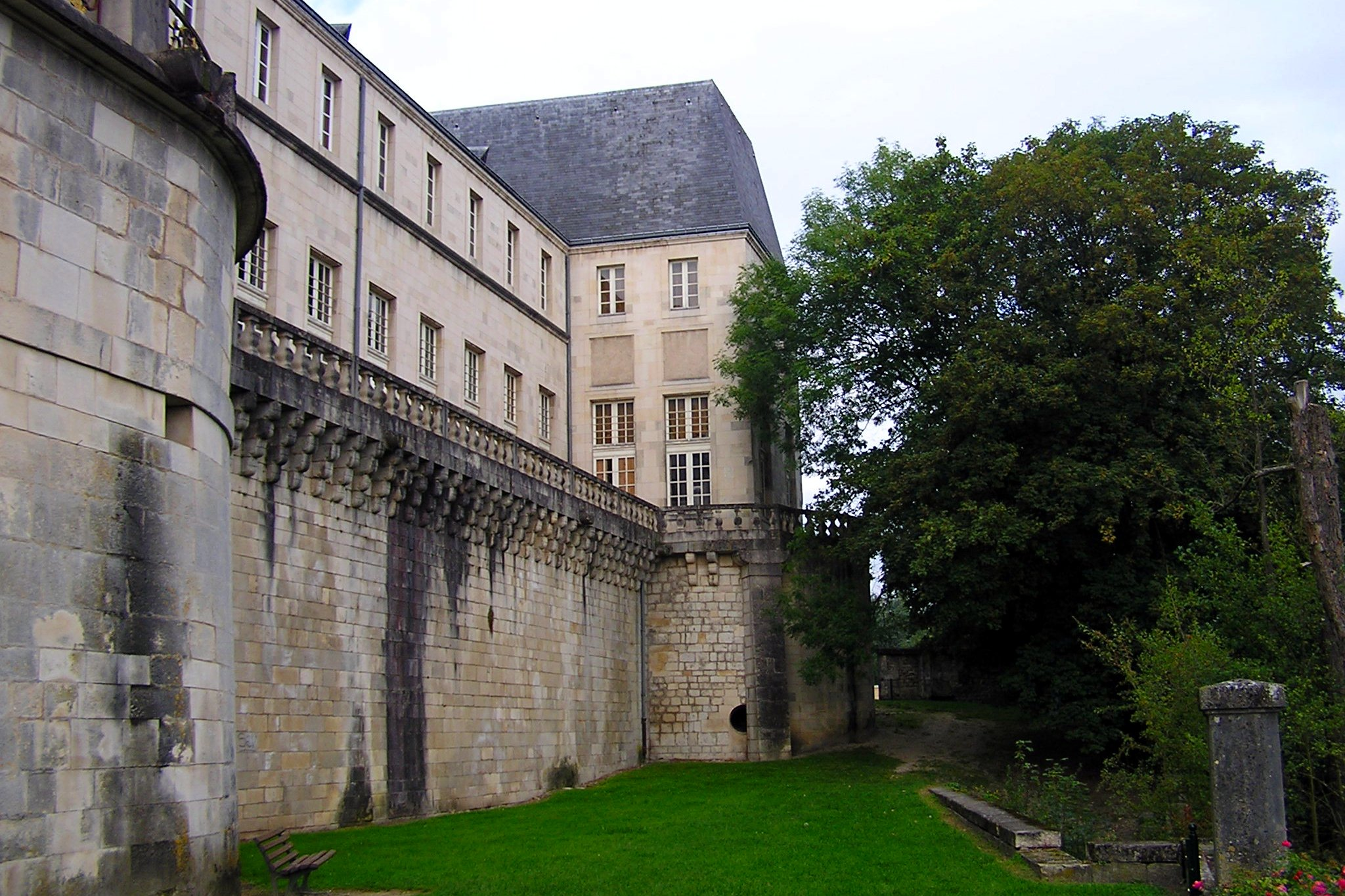
Fachada trasera del château

## Galería de imágenes

Vistas históricas del castillo de Commercy
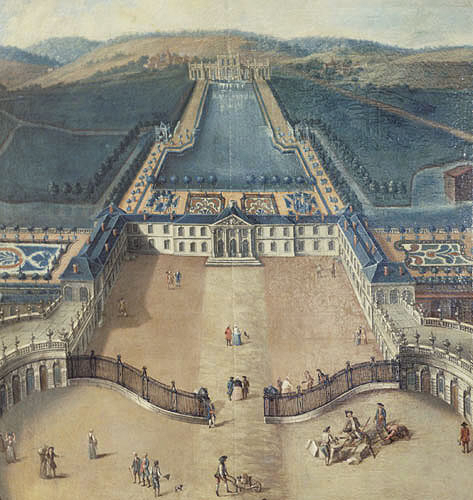
Pintura del château en el siglo XVIII (vista desde la villa), artista anónimo, conservado en el Château de Lunéville
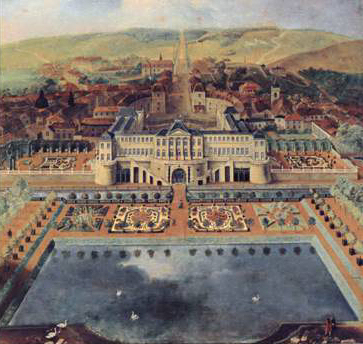
Pintura del château en el siglo XVIII (vista desde los jardines), artista anónimo
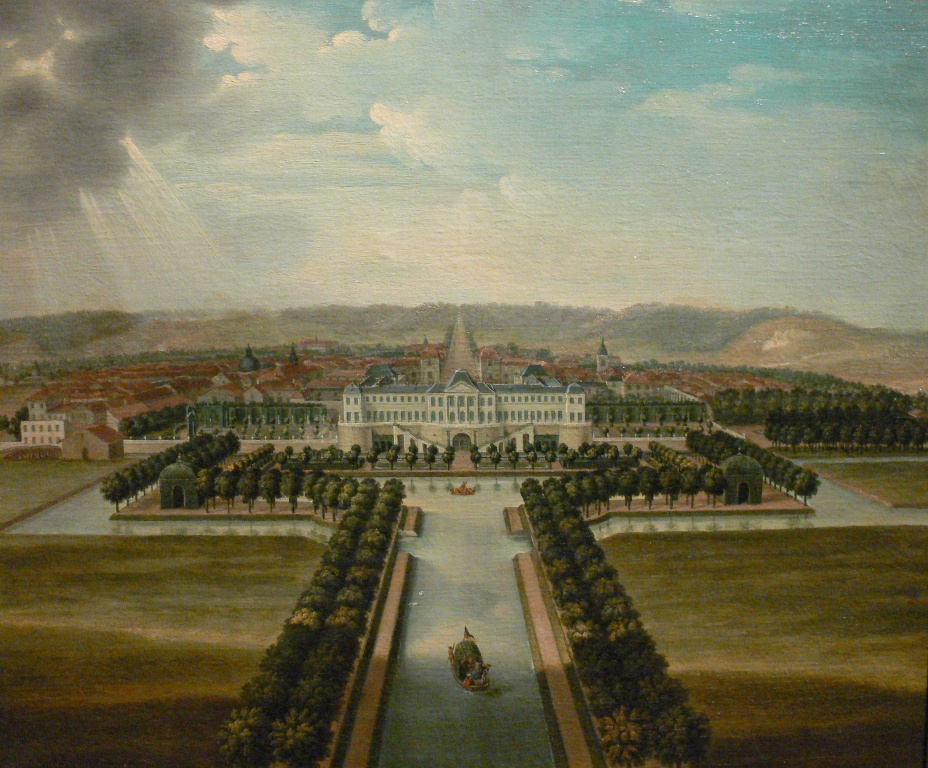
Pintura del château en el siglo XVIII (vista desde los jardines), artista anónimo, conservado en el Museo loreno de Nancy